# Miconia mendoncae
Miconia mendoncae är en tvåhjärtbladig växtart som beskrevs av Célestin Alfred Cogniaux. Miconia mendoncae ingår i släktet Miconia och familjen Melastomataceae. Inga underarter finns listade i Catalogue of Life.